# Protestos em Omã em 2011

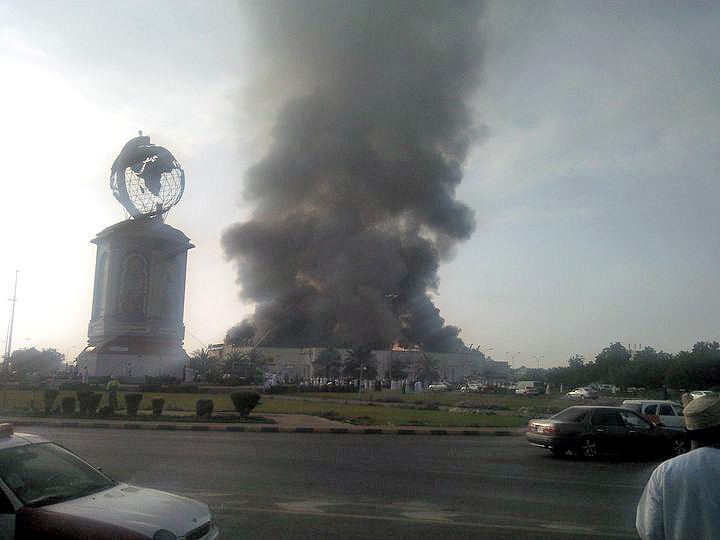
Manifestantes incendeiam hipermercado em Zohar em 28 de fevereiro de 2011

Os Protestos em Omã em 2011 são uma onda de protestos populares sociais e políticos sem precedentes, iniciados a partir de 17 de fevereiro de 2011 no Sultanato de Omã, contra o governo do sultão Qaboos bin Said Al Said, que de facto governa o país sozinho. Surgiram em conexão com a onda de protestos similares no mundo árabe . Como na Tunísia ou no Egito, os manifestantes exigem mais liberdade e democracia e um maior respeito pelos direitos humanos.  Após a primeira semana, os protestos decorreram de forma pacífica, no domingo, 27 de fevereiro, entretanto, vieram pela primeira vez com violentos confrontos com as forças de segurança. Dois manifestantes foram mortos. Inicialmente os omanis protestavam pedindo apenas por reformas políticas e não, como em outros países árabes, a renúncia do detentor do poder, mas desde 28 de fevereiro a ira dos manifestantes dirigiu-se mais e mais diretamente para o sultão. Ao mesmo tempo, cresceu um movimento de protesto pró-Qaboos. Os protestos estão centrados na cidade industrial, pesqueira e portuária de Sohar, ao redor da Praça da Terra no  centro dessa cidade. 
O sultão, que governa o país há 40 anos, demitiu vários ministros na reforma ministerial recente. Em 27 de março, fez sua maior concessão, anunciando que iria oferecer poderes legislativos ao Conselho de Omã. Atualmente, apenas o sultão e seu gabinete podem legislar.